# Св. св. Петър и Павел (Буяновац)
Вижте пояснителната страница за други значения на Свети апостоли Петър и Павел.
„Св. св. апостоли Петър и Павел“ (на сръбски: Храм Св. апостола Петра и Павла) е православна църква във вранското село Буяновац, югоизточната част на Сърбия. Част е от Вранската епархия на Сръбската православна църква.
Църквата е построена в 1852 година на основите на по-стар храм. По време на Сръбско-турскана война в 1877 – 1878 година обаче силно пострадва и в периода 1933 – 1935 година е издигната нова. Останките от стария храм са все още видими днес. При издигането на пода на настоящата църква, поради разливането на близката река, старата църква е открита на дълбочина около 1,5 m. В 1998 година е направен мраморен под. В 2009 – 2010 година е издигнат притвор, а фасадата е завършена в 2010 година.
Иконостасът на църквата е от 1997 година, дело на монахините от манастира „Свети Стефан“ в Горно Жабско. Оцелелите 12 икони от стария иконостас са запазени в трапезарията на църковната община. Те са дело на зографа Трайко Муфтински.